# Retrograd rörelse

Den röda satelliten rör sig medurs runt den blå-svarta planeten, som roterar moturs. Eftersom rörelse och rotation är åt olika håll är banan retrograd.

När jorden (blå) passerar en yttre planet, såsom mars (röd), tycks den yttre planeten tillfälligtvis röra sig bakåt över himlen.

Retrograd rörelse är när en himlakropp går "baklänges" i omloppsbana runt en central himlakropp.  "Baklänges" betyder här att den går i motsatt riktning mot centralkroppens egen rotation runt sin egen axel.  Även en himlakropps rotation runt sin egen axel kan vara retrograd, om den snurrar på annat håll än centralkroppen. 
I solsystemet är den normala rotationsriktningen moturs runt solen, om man tittar ner på solens (och jordens) nordpol. Detta kallas direkt eller prograd rörelse.  Solen snurrar själv på det hållet, och alla planeter, nästan alla asteroider (men inte alla eller nästan alla kometer) går också runt solen på det hållet.  Däremot har Venus och Uranus retrograd rotation runt sin egen axel, och ett antal månar har retrograda banor.
Retrograd rörelse kan även vara skenbar.  När vi observerar himlen, förväntar vi oss att de flesta objekt verkar röra sig i en viss riktning när tiden går. Den skenbara rörelsen för de flesta kroppar på himlen är från öster till väster. Det är möjligt att ibland observera en kropp som rör sig från väster till öster, som en konstgjord satellit eller rymdskyttel med en östgående bana. Det är så frågan om en skenbar eller apparent retrograd rörelse.
Skenbar retrograd rörelse syns lättast hos de övre planeterna (Mars, Jupiter, Saturnus, och så vidare). Även om dessa planeter verkar röra sig från öster till väster varje natt, beroende på att jorden snurrar, driver de i själva verket sakta österut i förhållande till de stillastående stjärnorna, vilket kan observeras genom att notera positionen för planeterna under flera nätter i rad. Den här rörelsen är dock normal för dessa planeter, och anses inte vara retrograd rörelse. Eftersom jorden fullbordar sin bana på en kortare tid än de övre planeterna, passerar vi då och då förbi en övre planet, som en snabbare bil på en flerfilig motorväg. När detta inträffar verkar planeten som vi passerar först att stanna sin rörelse österut, och verkar sedan röra sig bakåt västerut. Det här är skenbar retrograd rörelse, eftersom den är i en riktning motsatt den typiska för planeten. Till sist, när jorden svänger förbi planeten i sin bana, verkar den återta sin normala rörelse från väster till öster under följande nätter.
Den här typen av retrograd rörelse förbryllade de gamla grekiska astronomerna, och var en av orsakerna att de namngav de här kropparna "planeter", som betyder "vandrare" på grekiska.